# Лешко (нос)
 Тази статия е за географския нос в Антарктика.  За селището в България вижте Лешко.  
Нос Лешко (на английски: Leshko Point) е нос от северната страна на входа на залива Берипара, намиращ се на югоизточния бряг на остров Лиеж в архипелага Палмър, Антарктика.
Носът е наименуван на селището Лешко в Югозападна България.

## Местоположение
Нос Лешко е разположен на 8,95 км югозападно от нос Нейт и на 2,45 км в посока север-североизток от нос Балиха.
Географски координати на нос Лешко: 64°02′07″ ю. ш. 61°53′18″ з. д. / 64.035278° ю. ш. 61.888333° з. д.

## Картографиране
Картографирането е британско от 1978 година.

## Карти
- British Antarctic Territory.  Scale 1:200000 topographic map. DOS 610 Series, Sheet W 64 60. Directorate of Overseas Surveys, UK, 1978.
- Antarctic Digital Database (ADD). Scale 1:250000 topographic map of Antarctica. Scientific Committee on Antarctic Research (SCAR). Since 1993, regularly upgraded and updated.